# Junioren-Badmintonasienmeisterschaft 2008
Die Junioren-Badmintonasienmeisterschaft 2008 fand vom 13. bis 20. Juli 2008 in Kuala Lumpur, Malaysia, statt.

## Medaillengewinner
| Disziplin    | Gold | Silber | Bronze |
| ------------ | --- | --- | --- |
| Herreneinzel | Wang Zhengming | Park Sung-min | Wong Wing Ki |
| Herreneinzel | Wang Zhengming | Park Sung-min | Gao Huan |
| Dameneinzel  | Li Xuerui | Wang Shixian | Porntip Buranaprasertsuk |
| Dameneinzel  | Li Xuerui | Wang Shixian | Bae Yeon-ju |
| Herrendoppel | Mak Hee Chun Teo Kok Siang | Choi Young-woo Kim Gi-jung | Chai Biao Zhang Nan |
| Herrendoppel | Mak Hee Chun Teo Kok Siang | Choi Young-woo Kim Gi-jung | Bùi Quang Tuấn Nguyễn Công Hải |
| Damendoppel  | Xie Jing Zhong Qianxin | Lu Lu Xia Huan | Chan Tsz Ka Tse Ying Suet |
| Damendoppel  | Xie Jing Zhong Qianxin | Lu Lu Xia Huan | Jung Kyung-eun Lee Se-rang |
| Mixed        | Zhang Nan Lu Lu | Kim Gi-jung Eom Hye-won | Kim Ki-eung Lee Se-rang |
| Mixed        | Zhang Nan Lu Lu | Kim Gi-jung Eom Hye-won | Chou Tien-chen Chiang Kai-hsin |
| Teams        | Volksrepublik China Chai Biao Gao Huan He Mu Li Gen Li Peng Wang Zhengming Zhang Nan Zhang Sheng Chen Xiaojia Li Xuerui Lin Shen Lu Lu Wang Shixian Xia Huan Xie Jing Zhong Qianxin | Südkorea Choi Young-woo Kang Ji-wook Kim Dae-eun Kim Ki-eung Kim Gi-jung Lee Dong-keun Lee Han-bit Park Sung-min Bae Yeon-ju Choi Min-jung Eom Hye-won Jung Kyung-eun Lee Joo-hee Lee Se-rang Shin Seung-chan Sung Ji-hyun | Malaysia Chooi Kah Ming Kuan Kam Chung Mak Hee Chun Syawal Ismail Tan Aik Quan Teo Kok Siang Yeoh Choong Yee Iskandar Zulkarnain Zainuddin Tiffany Chase-Currier Chong Vee Vian Vivian Hoo Kah Mun Lim Ee Von Ng Hui Ern Ong Boon Hui Sannatasah Saniru Tee Jing Yi |
| Teams        | Volksrepublik China Chai Biao Gao Huan He Mu Li Gen Li Peng Wang Zhengming Zhang Nan Zhang Sheng Chen Xiaojia Li Xuerui Lin Shen Lu Lu Wang Shixian Xia Huan Xie Jing Zhong Qianxin | Südkorea Choi Young-woo Kang Ji-wook Kim Dae-eun Kim Ki-eung Kim Gi-jung Lee Dong-keun Lee Han-bit Park Sung-min Bae Yeon-ju Choi Min-jung Eom Hye-won Jung Kyung-eun Lee Joo-hee Lee Se-rang Shin Seung-chan Sung Ji-hyun | Hongkong Lee Chun Hei Ng Ka Long Wong Wing Ki Chan Hung Yung Chan Tsz Ka Poon Lok Yan Tse Ying Suet Yeung Hiu Tung |

## Teams

### Gruppe A
| Platz | Team         | Pld | W | L | MF | MA | MD  | GF | GA | GD  | PF  | PA  | PD   | Pts | Qualifikation |  | MAS | JPN | IND | IRQ |
| ----- | ------------ | --- | - | - | -- | -- | --- | -- | -- | --- | --- | --- | ---- | --- | ------------- |  | --- | --- | --- | --- |
| 1     | Malaysia (H) | 3   | 3 | 0 | 12 | 3  | +9  | 25 | 7  | +18 | 643 | 415 | +228 | 3   | Q             |  | —   | 3–2 | 4–1 | 5–0 |
| 2     | Japan        | 3   | 2 | 1 | 10 | 5  | +5  | 21 | 11 | +10 | 610 | 415 | +195 | 2   | Q             |  |     | —   | 3–2 | 5–0 |
| 3     | Indien       | 3   | 1 | 2 | 8  | 7  | +1  | 17 | 15 | +2  | 566 | 471 | +95  | 1   |               |  |     |     | —   | 5–0 |
| 4     | Irak         | 3   | 0 | 3 | 0  | 15 | −15 | 0  | 30 | −30 | 112 | 630 | −518 | 0   |               |  |     |     | —   |     |

### Gruppe B
| Platz | Team     | Pld | W | L | MF | MA | MD  | GF | GA | GD  | PF  | PA  | PD   | Pts | Qualifikation |  | KOR | HKG | SIN | MAC |
| ----- | -------- | --- | - | - | -- | -- | --- | -- | -- | --- | --- | --- | ---- | --- | ------------- |  | --- | --- | --- | --- |
| 1     | Südkorea | 3   | 3 | 0 | 15 | 0  | +15 | 30 | 0  | +30 | 634 | 294 | +340 | 3   | Q             |  | —   | 5–0 | 5–0 | 5–0 |
| 2     | Hongkong | 3   | 2 | 1 | 9  | 6  | +3  | 18 | 13 | +5  | 566 | 458 | +108 | 2   | Q             |  |     | —   | 4–1 | 5–0 |
| 3     | Singapur | 3   | 1 | 2 | 6  | 9  | −3  | 12 | 18 | −6  | 426 | 524 | −98  | 1   |               |  |     |     | —   | 5–0 |
| 4     | Macau    | 3   | 0 | 3 | 0  | 15 | −15 | 1  | 30 | −29 | 296 | 646 | −350 | 0   |               |  |     |     | —   |     |

### Gruppe C
| Platz | Team                | Pld | W | L | MF | MA | MD  | GF | GA | GD  | PF  | PA  | PD   | Pts | Qualifikation |  | CHN | TPE | SRI | KAZ |
| ----- | ------------------- | --- | - | - | -- | -- | --- | -- | -- | --- | --- | --- | ---- | --- | ------------- |  | --- | --- | --- | --- |
| 1     | Volksrepublik China | 3   | 3 | 0 | 13 | 2  | +11 | 27 | 4  | +23 | 624 | 353 | +271 | 3   | Q             |  | —   | 3–2 | 5–0 | 5–0 |
| 2     | Chinesisch Taipeh   | 3   | 2 | 1 | 12 | 3  | +9  | 24 | 7  | +17 | 607 | 384 | +223 | 2   | Q             |  |     | —   | 5–0 | 5–0 |
| 3     | Sri Lanka           | 3   | 1 | 2 | 4  | 11 | −7  | 9  | 22 | −13 | 414 | 575 | −161 | 1   |               |  |     |     | —   | 4–1 |
| 4     | Kasachstan          | 3   | 0 | 3 | 1  | 14 | −13 | 2  | 29 | −27 | 309 | 642 | −333 | 0   |               |  |     |     | —   |     |

### Gruppe D
| Platz | Team       | Pld | W | L | MF | MA | MD  | GF | GA | GD  | PF  | PA  | PD   | Pts | Qualifikation |  | INA | THA | VIE | PRK |
| ----- | ---------- | --- | - | - | -- | -- | --- | -- | -- | --- | --- | --- | ---- | --- | ------------- |  | --- | --- | --- | --- |
| 1     | Indonesien | 3   | 3 | 0 | 12 | 3  | +9  | 26 | 7  | +19 | 654 | 490 | +164 | 3   | Q             |  | —   | 3–2 | 4–1 | 5–0 |
| 2     | Thailand   | 3   | 2 | 1 | 12 | 3  | +9  | 25 | 7  | +18 | 629 | 467 | +162 | 2   | Q             |  |     | —   | 4–1 | 5–0 |
| 3     | Vietnam    | 3   | 1 | 2 | 6  | 9  | −3  | 12 | 19 | −7  | 509 | 555 | −46  | 1   |               |  |     |     | —   | 5–0 |
| 4     | Nordkorea  | 3   | 0 | 3 | 0  | 15 | −15 | 0  | 30 | −30 | 350 | 630 | −280 | 0   |               |  |     |     | —   |     |

## Endrunde

### Auslosung
|  | Viertelfinale       | Viertelfinale |  |  | Halbfinale          | Halbfinale          |   |  | Finale | Finale |
|  |                     |               |  |  |                     |                     |   |  |        |        |
|  | 14. Juli            |               |  |  |                     |                     |   |  |        |        |
|  | Malaysia            | 3             |  |  | 15. Juli            | 15. Juli            |   |  |        |        |
|  | Taiwan              | 2             |  |  | Malaysia            | 1                   |   |  |        |        |
|  | 14. Juli            | 14. Juli      |  |  | Südkorea            | 3                   |   |  |        |        |
|  | Südkorea            | 3             |  |  | 16. Juli            | 16. Juli            |   |  |        |        |
|  | Thailand            | 1             |  |  | Südkorea            | 1                   |   |  |        |        |
|  | 14. Juli            | 14. Juli      |  |  |                     | Volksrepublik China | 3 |  |        |        |
|  | Japan               | 1             |  |  | 15. Juli            | 15. Juli            |   |  |        |        |
|  | Volksrepublik China | 3             |  |  | Volksrepublik China | 0                   |   |  |        |        |
|  | 14. Juli            | 14. Juli      |  |  | Hongkong            | 3                   |   |  |        |        |
|  | Hongkong            | 3             |  |  |                     |                     |   |  |        |        |
|  | Indonesien          | 2             |  |  |                     |                     |   |  |        |        |